# Гагарин, Иван Алексеевич
Князь Ива́н Алексе́евич Гага́рин (16 [27] сентября 1771, Москва — 12 [24] октября 1832, Москва) — действительный тайный советник, сенатор, театрал из княжеского рода Гагариных.

## Биография
Сын тайного советника князя Алексея Ивановича Гагарина от брака с Ириной Григорьевной, дочерью князя Григория Алексеевича Урусова. Родился 16 (27) сентября 1771 года.
В двухлетнем возрасте, 10 января 1773 года, был записан в Преображенский полк, а затем в 1776 году в Измайловский полк. В начале действительной службы, 1 января 1790 года был произведён в прапорщики и отправился на поле военных действий против турок. С 1 января 1791 года — подпоручик; 25 марта за участие в штурме Измаила получил орден Святого Георгия 4-й степени.
1 января 1792 года произведён в поручики, 1 января 1796 года — в капитан-поручики. 1 января 1795 года пожалован в камергеры.

### При дворе Екатерины Павловны
С 13 июня 1799 года назначен шталмейстером двора Великой княгини Елены Павловны, а 13 октября переведён на такую же должность при великой княжне Екатерине Павловне. С 25 октября 1810 года был назначен управляющим двором Великой княгини Екатерины Павловны, поселившейся со своим мужем, принцем Георгием Петровичем Ольденбургским, в Твери. Многолетняя служба при Великой княгине, доставившая ему её доверие и расположение, была отмечена орденами Святой Анны 1-й степени (22 июля 1807 года, алмазы к ордену — 18 апреля 1809 года) и Святого Александра Невского (19 марта 1813 года, алмазы к ордену — 11 января 1816 года).
В день вступления Екатерины Павловны во второй брак 12 января 1816 года с кронпринцем Вильгельмом I, И. А. Гагарину было велено числиться шталмейстером при Высочайшем Дворе.

### На должности сенатора
22 февраля 1819 года он назначен сенатором с переименованием в тайные советники (прежнее звание шталмейстера ему разрешено сохранить 28 января 1822 года).
В конце 1820 года Гагарин учредил вместе с Петром Андреевичем Кикиным и А. И. Дмитриевым-Мамоновым Общество поощрения художников, имевшее цель «содействовать распространению изящных искусств в России, одобрять и поощрять дарования русских художников», и по открытии общества состоял членом его комитета.
Присутствовал сначала во 2 отделении 5 департамента Сената (1819—1827), а затем во 2 отделении 6 департамента. В декабре 1820 года Гагарин был командирован в Подольскую губернию для исследования причин появления эпидемии в Бессарабии и обозрения принятых мер против её распространения, а также для ревизии всей губерний.
14 февраля 1826 года он получил за 35 лет службы орден Святого Владимира 4-й степени. В 1826 году он был назначен в Верховный уголовный суд по делу декабристов. 13 апреля 1829 года произведён в действительные тайные советники.

### Масонство
Князь Гагарин был одним из выдающихся масонов. Его деятельность выражалась не только в делах благотворения, но и в пропаганде масонских идей. В списке учредителей петербургской ложи «Орла Российского» его имя стоит первым. Эта ложа была торжественно инсталлирована 12 марта 1818 года во время совместного празднования обоими союзами масонских лож дня восшествия на престол Александра I, которому и была посвящена новая ложа. Досточтимым мастером в неё был представлен Гагарин, который сразу сумел дать желанное направление её работе, превзойдя даже ожидания «Великой управляющей ложи» и всего масонского братства. В 1818—1819 годах он считался лучшим мастером стула в Петербурге. Числился почётным членом петербургских лож «Петра к истине» и «Соединенных друзей» и симбирской ложи «Ключ к добродетели».
Умер 12 (24) октября 1832 года, погребён в Москве в Новоспасском монастыре. За несколько лет до смерти приобрёл под Москвой у Голицыных усадьбу Пехра-Яковлевское.

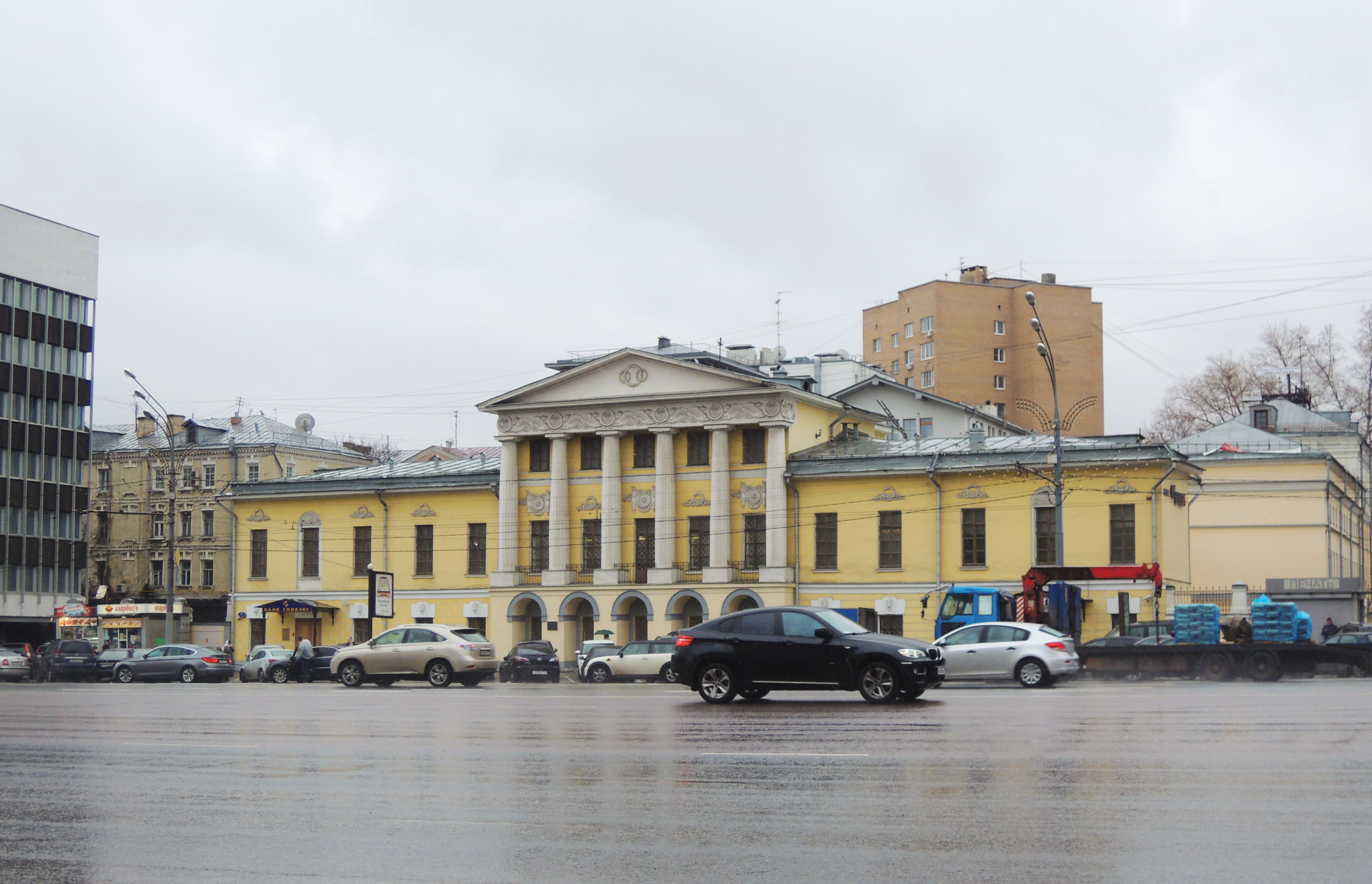
Дом И. А. Гагарина на Зубовском бульваре в Москве

## Семья
Князь Гагарин был женат дважды и имел 10 детей.
Первая жена (с 1796 года) — Елизавета Ивановна Балабина (1773—1803), дочь генерал-майора И. Т. Балабина, сестра генерал-лейтенанта П. И. Балабина. В браке имела 6 сыновей, умерла при родах. Иван Мартос сделал её надгробие.
- Дмитрий Иванович (1797—1875), генерал-майор.
- Павел Иванович (01.01.1798—1872), крестник Николая Ивановича и Александры Ивановны Балабиных[3], меценат и антрепренёр, в 1840-х годах создал Одесский театр, его внебрачные дети актёр Александр Ленский и философ Николай Фёдоров.
- Григорий Иванович (02.01.1800 — 26.06.1848), крестник Г. Р. Державина[4].
- Константин Иванович (02.01.1800—1851), близнец с братом, крестник князя В. Ф. Сибирского.
- Александр Иванович (1801—1857), генерал-лейтенант.
- Владимир Иванович (1803—1860), камер-юнкер и агроном; у него сын Николай.

Вторая жена (с 1828 года) — Екатерина Семёновна Семёнова (1786—1849), знаменитая трагическая актриса. Страстный любитель искусств и в особенности театрального, князь Гагарин увлёкся ей после переезда из Твери в Петербург. Они прожили неразлучно 15 лет и имели сына и трёх дочерей, носивших фамилию Стародубских. Семёнова долгое время не соглашалась вступить в законный брак с князем, боясь, что замужество принудит её оставить сцену. В январе 1827 году Гагарин был переведён на службу в московские департаменты сената, и в конце мая 1828 года на месте современного стадиона «Лужники», в церкви Тихвинской Божьей Матери, скромно совершено бракосочетание князя Гагарина и знаменитой артистки.
- Софья Ивановна (181.—?), была замужем за Михаилом Федоровичем Ломоносовым.
- Николай Иванович (181.—?).
- Надежда Ивановна (1816—1887), в 1833 году вышла замуж за сенатора Матвея Михайловича Карниолин-Пинского (1800—1866), который в 1845 году возбудил против неё судебное дело. Обвинив в неверности, он добился развода и заключения её в монастырь.
- Александра Ивановна (182.—?), была замужем за Николаем Михайловичем Лихаревым.